# 홍준서

## 클럽 경력
홍준서는 2025 시즌을 앞두고 강릉시민축구단에 입단하였다. 안정적인 수비력과 왕성한 활동량을 바탕으로, K3리그 데뷔 시즌부터 팀의 수비 자원으로 활약하고 있다.

## 유소년 및 대학 경력
송정서초, 신평중, 여의도고를 거쳐 대구대학교 축구부에서 활약했다. 대학 무대에서 쌓은 경험을 바탕으로 프로 진출에 성공하였다.

## 플레이 스타일
측면 수비와 중앙 수비를 모두 소화할 수 있는 멀티 수비수로, 제공권과 1:1 수비에 강점을 지닌다. 전술 이해도와 수비 집중력 또한 높게 평가받는다.